# Cryptococcus heveanensis
Cryptococcus heveanensis är en svampart som först beskrevs av Groen., och fick sitt nu gällande namn av Baptist & Kurtzman 1977. Cryptococcus heveanensis ingår i släktet Cryptococcus och familjen Tremellaceae.   Inga underarter finns listade i Catalogue of Life.